# Осевая формула паровоза
Осева́я фо́рмула парово́за (тип паровоза) — условное описание основных параметров экипажной части локомотива, описывающее количество, размещение и назначение осей (колёсных пар). Одна из основных характеристик, используемых при классификации паровозов.
Осевая формула — краткое цифровое или буквенно-цифровое обозначение, определяющее тип паровоза по количеству, назначению и взаимному расположению осей колёсных пар, включённых в его экипажную часть.

## Виды осей паровоза
В классической конструкции паровоза встречаются три основных вида осей.
- Спаренные (ведущие и сцепные) оси — расположены непосредственно под котлом, механически связаны друг с другом с помощью специальных тяг — спарников — и служат для реализации тягового усилия. Присутствие их на любом паровозе обязательно. Поскольку частота вращения механически связанных колёс одинакова, диаметр их тоже должен быть одинаков. Как правило, это самые большие по диаметру колёса на паровозе. В общем случае, чем больше мощность паровоза, тем большее количество спаренных осей на нём применяется.
- Направляющие (бегунковые) оси — расположены перед спаренными осями и служат для улучшения вписывания паровоза в кривые. Конструктивно выполняются в виде одно- или двухосной тележки (по имени изобретателя нередко называемой бисселем), свободно поворачивающейся относительно главной рамы паровоза. При прохождении паровозом кривых направляющие оси отклоняются в сторону поворота и тем самым снижают вероятность схода с рельсов и уменьшают нагрузку от основных колёс на рельсы в поперечном направлении. Колёса этих осей, как правило, имеют значительно меньший диаметр, чем на спаренных осях. Чаще всего встречаются на быстроходных, пассажирских паровозах.
- Поддерживающие оси — расположены позади спаренных осей. Служат главным образом для перераспределения нагрузки на рельсы, в том числе для снижения нагрузки на ведущие оси до допустимых значений. Колёса этих осей, как правило, имеют значительно меньший диаметр, чем спаренные оси. На паровозах встречаются не всегда. Чаще всего на танк-паровозах и мощных паровозах с развитой топкой, под которой размещение сцепных колёс большого диаметра затруднительно.

## Способы записи осевых формул
В разных странах, в разные годы способы записи осевых формул существенно отличались. Наибольшее распространение получило шесть способов. Все они более подробно описаны ниже. В качестве примеров в каждом случае используется осевая формула паровоза У127, имеющего две бегунковых оси, три спаренных и ни одной поддерживающей.

### Старый германский
В виде дроби, в которой числитель равен количеству спаренных осей, а знаменатель — общему числу осей. Например:

Этот способ не прижился, поскольку не даёт представления отдельно о числе направляющих и поддерживающих осей.

### Американский
Предложен в 1906 году Ф. М. Уитом. Осевая формула состоит из трёх цифр, первая из которых указывает число направляющих колёс, вторая — спаренных, третья — поддерживающих колёс (именно колёс, а не осей, как во всех остальных способах). Цифры разделяются между собой дефисом. Например:

### Германский
Предложен в 1907 году журналом «Organ». В целом повторяет американский способ, но отличается тем, что при нём ведётся счёт осей, а не колёс, и число спаренных осей обозначается заглавными буквами (A=1, B=2, C=3 и т. д.). Цифры разделяются между собой точкой (знаком умножения). Например:

### Германский V.D.E.V.
Предложен в 1923 году Союзом германских железнодорожных управлений V.D.E.V. Отличается от предыдущего тем, что все знаки записываются слитно, а в случае отсутствия осей того или иного рода цифра ноль не пишется. Например:

### Французский
Число спаренных осей обозначается цифрой, одноосный бегунок обозначается буквой P (от фр. porteur — бегунок), двухосная тележка — буквой B (от фр. bogie — тележка). Все знаки записываются слитно. Например:

### Русский
Из трёх цифр, первая из которых указывает число направляющих осей, вторая — спаренных, третья — поддерживающих осей. Первоначально цифры разделялись между собой точкой (интерпунктом):

Впоследствии точка была заменена дефисом:

Ни в одном из приведённых выше способов оси тендера в расчёт не принимаются, если только одна из поддерживающих осей не находится под коротким полутендером, который входит в состав танк-паровоза и не может быть отцеплен от него.

### Единая европейская система записи осевых формул UIC
Основой для единой европейской системы записи осевых формул UIC стала германская система V.D.E.V. Главным её отличием стало введение знака «апостроф» для обозначения осей, закреплённых на отдельных поворотных тележках. Так, например, осевая формула паровоза с двухосной поворотной направляющей тележкой, тремя ведущими осями и одной жестко закреплённой поддерживающей осью в этой системе имеет вид:

Кроме того, в этой системе использовались дополнительные суффиксы, отражающие некоторые конструктивные особенности самого паровоза, а не только его экипажной части. Например:
- h — паровые машины перегретого пара (нем. Heißdampf);
- n — паровые машины насыщенного пара (нем. Naßdampf);
- цифра после h или n - число цилиндров паровой машины
- v после числа цилиндров — с паровыми компаунд-машинами (нем. Verbund);
- Turb — оснащён турбиной;
- t после числа осей — танк-паровоз.

### Примеры записи осевых формул паровоза
| Способ записи осевых формул | Способ записи осевых формул                          | Осевая формула  |
| --------------------------- | ---------------------------------------------------- | --------------- |
| 1                           | Старый германский                                    | 3/5             |
| 2                           | Американский (Уайта, 1906 года) (Классификация Уита) | 4-6-0           |
| 3                           | Германский (Organ, 1907 года)                        | 2·C·0           |
| 4                           | Германский (V.D.E.V., 1923 года)                     | 2C              |
| 5                           | Французский                                          | B3              |
| 6                           | Русский                                              | 2·3·0 или 2-3-0 |

## Осевые формулы паровозов сочленённого типа
Дальнейшее развитие паровозостроения по пути увеличения мощности локомотивов требовало применения на них всё большего количества сцепных осей. При этом рост их числа приводил к существенному увеличению длины паровоза и, как следствие, к ухудшению вписывания в кривые. В связи с этим появилась необходимость отказаться от размещения всех сцепных осей в общей жёсткой раме. Появились различные проекты паровозов, экипажная часть которых была разделена на несколько шарнирно соединённых между собой тележек. Поэтому они именовались сочленёнными паровозами: паровозы систем Ферли, Мейера, Гаррата, Маллета. Сцепные оси каждой тележки приводились в движение от отдельной паровой машины.
В зависимости от числа тележек такие паровозы именовались дуплексами (две тележки), триплексами (три тележки) и квадруплексами (четыре тележки). Для описания их экипажей потребовалось усложнить систему записи осевых формул. Осевая формула такого паровоза состоит из нескольких групп, разделённых между собой знаком «плюс». Каждая группа описывает конструкцию экипажа отдельной тележки по тем же правилам, что использовались для обычных паровозов. Группы записываются по порядку от головы паровоза к тендеру.

Так, например, осевая формула паровоза П38 (экипажная часть которого состояла из двух тележек, в первой из которых была одна направляющая и четыре сцепных оси, а во второй — четыре сцепных и две поддерживающих оси) в русской нотации имела вид:

### Осевые формулы паровозов системы «Маллет»
Условные обозначения. В графе «Схема — Тип» заглавной буквой «O» обозначены движущие оси, строчной «o» — бегунковые и поддерживающие. Передняя часть паровоза — на схеме слева.
| Схема «Дуплекс» (две группы движущих осей)  | Схема «Дуплекс» (две группы движущих осей) | Схема «Дуплекс» (две группы движущих осей) | Схема «Дуплекс» (две группы движущих осей)                        |
| Схема - Тип                                 | Осевая формула                             | Название                                   | Примечания                                                        |
| ------------------------------------------- | ------------------------------------------ | ------------------------------------------ | ----------------------------------------------------------------- |
| ОО + ОО                                     | 0-2+2-0                                    | нет                                        | Маллет — компаунд                                                 |
| ООО + ООО                                   | 0-3+3-0                                    | нет                                        | Маллет — компаунд                                                 |
| о ООО + ООО о                               | 1-3+3-1                                    | нет                                        | Маллет — компаунд                                                 |
| ОООО + ОООО                                 | 0-4+4-0                                    | нет                                        | Маллет — компаунд                                                 |
| о ОООО + ОООО о                             | 1-4+4-1                                    | нет                                        | Маллет с машиной простого действия                                |
| о ОООО + ОООО оо                            | 1-4+4-2                                    | Йеллоустоун                                | Маллет с машиной простого действия. Самый мощный в мире паровоз.  |
| оо ОООО + ОООО о                            | 2-4+4-1                                    | нет                                        | Маллет с машиной простого действия. Переднее расположение кабины. |
| оо ООО + ООО оо                             | 2-3+3-2                                    | Челенджер                                  | Быстроходный Маллет с машиной простого действия.                  |
| оо ОООО + ОООО оо                           | 2-4+4-2                                    | Здоровяк (Big Boy)                         | Быстроходный Маллет с машиной простого действия.                  |
| о ООООО + ООООО о                           | 1-5+5-1                                    | нет                                        | Маллет — компаунд. Использовался в основном как толкач.           |
| Схема «Триплекс» (три группы движущих осей) |                                            |                                            |                                                                   |
| о ОООО + ОООО + ОООО о                      | 1-4+4+4-1                                  | нет                                        | Маллет — компаунд. Использовался в основном как толкач.           |
| о ОООО + ОООО + ОООО оо                     | 1-4+4+4-2                                  | нет                                        | Маллет — компаунд. Использовался в основном как толкач.           |

## Имена собственные осевых формул
Некоторые наиболее распространённые виды осевых формул имели даже собственные названия.
Внимание. Следует иметь в виду, что приведённые в таблицах комментарии сделаны профессором Н. И. Карташовым в конце 1920-х — начале 1930-х годов применительно к паровозам широкой колеи. Для паровозов узкой колеи не всё из сказанного верно.
Условные обозначения. В графе «схема» заглавной буквой «O» обозначены сцепные оси, строчной «o» — бегунковые и поддерживающие. Голова паровоза — на схеме слева.
| Тип A — Одна ведущая ось («свободная») | Тип A — Одна ведущая ось («свободная») | Тип A — Одна ведущая ось («свободная») | Тип A — Одна ведущая ось («свободная») | Тип A — Одна ведущая ось («свободная») |
| Класс                                  | Схема                                  | Осевая формула                         | Название                               | Примечание |
| -------------------------------------- | -------------------------------------- | -------------------------------------- | -------------------------------------- | --- |
| 1                                      | o O                                    | 1-1-0                                  | Бицикл (Bicycle или Single)            | Употребляются редко только в Англии для лёгких экспрессов (классы 2 и 4). По имени изобретателя некоторые называются типами Крамптона.                                                                                         |
| 2                                      | o O o                                  | 1-1-1                                  | Бицикл (Bicycle или Single)            | Употребляются редко только в Англии для лёгких экспрессов (классы 2 и 4). По имени изобретателя некоторые называются типами Крамптона.                                                                                         |
| 3                                      | oo O                                   | 2-1-0                                  | Бицикл (Bicycle или Single)            | Употребляются редко только в Англии для лёгких экспрессов (классы 2 и 4). По имени изобретателя некоторые называются типами Крамптона.                                                                                         |
| 4                                      | oo O o                                 | 2-1-1                                  | Бицикл (Bicycle или Single)            | Употребляются редко только в Англии для лёгких экспрессов (классы 2 и 4). По имени изобретателя некоторые называются типами Крамптона.                                                                                         |
| Тип B — Две спаренных оси              |                                        |                                        |                                        | |
| Класс                                  | Схема                                  | Осевая формула                         | Название                               | Примечание |
| 5                                      | OO                                     | 0-2-0                                  | Двухпарка                              | Заводские танк-паровозы или узкоколейные паровозы. |
| 6                                      | OO o                                   | 0-2-1                                  | —                                      | Заводские танк-паровозы или узкоколейные паровозы. |
| 7                                      | OO oo                                  | 0-2-2                                  | Форней (Forney)                        | Быстроходные танк-паровозы и полутанки для пригородного движения (Англия и Америка) |
| 8                                      | OO ooo                                 | 0-2-3                                  | Форней (Forney)                        | Быстроходные танк-паровозы и полутанки для пригородного движения (Англия и Америка) |
| 9                                      | o OO                                   | 1-2-0                                  | —                                      | В Англии ещё встречаются ввиду простоты. |
| 10                                     | o OO o                                 | 1-2-1                                  | Колумбия (Columbia)                    | Танк-паровозы и паровозы с тендерами для пригородного движения. Распространены мало. |
| 11                                     | o OO oo                                | 1-2-2                                  | —                                      | Распространены мало. |
| 12                                     | o OO ooo                               | 1-2-3                                  | —                                      | Распространены мало. |
| 13                                     | oo OO                                  | 2-2-0                                  | Америкен (American)                    | Очень распространённый класс быстроходных паровозов. Считается устаревшим из-за малого котла и заменяется классом № 14. |
| 14                                     | oo OO o                                | 2-2-1                                  | Атлантик (Atlantic)                    | Лучший современный класс быстроходных паровозов. Вытесняет класс № 13. |
| 15                                     | oo OO oo                               | 2-2-2                                  | Ридинг                                 | Новейший класс быстроходных паровозов и танк-паровозов. Встречается ещё редко. |
| 16                                     | oo OO ooo                              | 2-2-3                                  | —                                      | Полутанк-паровозы. Встречаюстя редко. |
| Тип C — три спаренных оси              |                                        |                                        |                                        | |
| Класс                                  | Схема                                  | Осевая формула                         | Название                               | Примечание |
| 17                                     | OOO                                    | 0-3-0                                  | Трёхпарка                              | Устаревший класс пассажирских и слабосильных товарных паровозов. |
| 18                                     | OOO o                                  | 0-3-1                                  | —                                      | Танк-паровозы. Встречаются редко. |
| 19                                     | OOO oo                                 | 0-3-2                                  | Форней трёхспаренный                   | Танк-паровозы. Встречаются редко. |
| 20                                     | o OOO                                  | 1-3-0                                  | Могул (Mogul)                          | Распространённый класс пассажирских паровозов. Более не строится, и вытесняется классами № 25 и 21. |
| 21                                     | o OOO o                                | 1-3-1                                  | Прери (Prairie)                        | Наиболее распространённый в СССР класс пассажирских паровозов с тендерами и танк-паровозов (например, Су). |
| 22                                     | o OOO oo                               | 1-3-2                                  | Адриатик (Adriatic)                    | Встречаются редко. |
| 23                                     | o OOO ooo                              | 1-3-3                                  | —                                      | Встречаются редко. |
| 24                                     | oo OOO                                 | 2-3-0                                  | Десятиколёсник (Ten-wheeler)           | Распространённый класс пассажирских паровозов |
| 25                                     | oo OOO o                               | 2-3-1                                  | Пасифик (Pacific)                      | Новейший, наиболее мощный класс пассажирских паровозов. |
| 26                                     | oo OOO oo                              | 2-3-2                                  | Балтик (Baltic)                        | То же, что и класс № 25, но обычно — танк-паровозы. |
| 27                                     | oo OOO ooo                             | 2-3-3                                  | —                                      | Полутанк-паровозы. Встречаются редко. |
| Тип D — Четыре спаренных оси           |                                        |                                        |                                        | |
| Класс                                  | Схема                                  | Осевая формула                         | Название                               | Примечание |
| 28                                     | OOOO                                   | 0-4-0                                  | Четырёхпарка                           | Устаревший, слабосильный, нормальный тип (товарный), очень распространённый. Вытесняется более мощными типами. |
| 29                                     | OOOO o                                 | 0-4-1                                  | —                                      | Танк-паровозы. Встречаются редко. |
| 30                                     | OOOO oo                                | 0-4-2                                  | —                                      | Танк-паровозы. Встречаются редко. |
| 31                                     | o OOOO                                 | 1-4-0                                  | Консолидейшен (Consolidation)          | Современный очень распространённый класс товарных паровозов. |
| 32                                     | o OOOO o                               | 1-4-1                                  | Микадо (Mikado)                        | Распространён преимущественно в Северной Америке и Западной Европе. Употребительный класс товарных, а в последнее время и пассажирских паровозов.                                                                              |
| 33                                     | o OOOO oo                              | 1-4-2                                  | Ходсон                                 | Танк-паровозы. Встречаются редко. |
| 34                                     | oo OOOO                                | 2-4-0                                  | Мастодонт или двенадцатиколёсный       | Быстроходные товарные и новейшие пассажирские паровозы. В последнее время название «Мастодонт» стали применять к паровозам 2-5-0 и 2-5-1, почему класс 2-4-0 называется чаще двенадцатиколёсным (Twelve-wheeler). Например, М. |
| 35                                     | oo OOOO o                              | 2-4-1                                  | Маунтен или Сьерра                     | Быстроходные товарные и новейшие пассажирские паровозы. В Америке называется «Гудзон». |
| 36                                     | oo OOOO oo                             | 2-4-2                                  | —                                      | Встречаются редко (например, П36). |
| Тип E — Пять спаренных осей            |                                        |                                        |                                        | |
| Класс                                  | Схема                                  | Осевая формула                         | Название                               | Примечание |
| 37                                     | OOOOO                                  | 0-5-0                                  | Пятипарка                              | Мощные товарные паровозы. Распространяются в Западной Европе и СССР, но начинают заменяться типами № 39 и 40. |
| 38                                     | o OOOOO                                | 1-5-0                                  | Декапод (Decapod)                      | Мощные товарные паровозы. Распространяются в Западной Европе и СССР, но начинают заменяться типами № 39 и 40. |
| 39                                     | o OOOOO o                              | 1-5-1                                  | Санта-Фе (Santa Fe)                    | Паровозы с тендерами или танк-паровозы. На дорогах Северной Америки нормальный тип на дорогах тяжёлого профиля. |
| 40                                     | o OOOOO oo                             | 1-5-2                                  | Техас (Texas)                          | Современные мощные товарные паровозы с большими колосниковыми решётками. |
| 41                                     | oo OOOOO                               | 2-5-0                                  | Мастодонт (Mastodon)                   | Новые мощные товарные и пассажирские паровозы. |
| 42                                     | oo OOOOO o                             | 2-5-1                                  | Мастодонт (Mastodon)                   | Новые мощные товарные и пассажирские паровозы. |
| Тип F — Шесть спаренных осей           |                                        |                                        |                                        | |
| Класс                                  | Схема                                  | Осевая формула                         | Название                               | Примечание |
| 43                                     | OOOOOO                                 | 0-6-0                                  | Шестипарка                             | Пока ещё встречаются редко. |
| 44                                     | o OOOOOO                               | 1-6-0                                  | Центипед                               | Пока ещё встречаются редко. |
| 45                                     | o OOOOOO o                             | 1-6-1                                  | Яваник (Javanic)                       | Пока ещё встречаются редко. |
| 46                                     | oo OOOOOO o                            | 2-6-1                                  | —                                      | Пока ещё встречаются редко. |